# Konsultation (bahai)
Konsultation är beteckningen på de bahaítroendes speciella andligt-administrativa rådplägninsteknik, som innebär att deltagarna utan att såra varandra kommer fram till ett beslut som alla i den beslutande gruppen sedan gemensamt ställer sig bakom.
Sökande efter lösningar på problem och frågor inom bahá'í-samfundet kan ske genom en speciell form av överläggning eller rådplägning i sann bahá'í-anda och med den djupaste respekt för varandra. Eventuella personliga känslor, som agg eller beundran, ska läggas åt sidan. Metoden är utarbetad av i början av 1900-talet 'Abdu'l-Bahá och kallas i svensk översättning för konsultation (eng. consultation), och kräver en del träning och erfarenhet för att fungera smidigt.
Denna diskussions- och beslutsteknik innebär att ordförandeskapet upphävs under processen, om konsultationen sker vid till exempel ett rådsmöte där man normalt har en ordförande. Varje deltagare, en i taget efter att roterande schema, söker sedan aktivt goda lösningar på den eller de frågor som studeras, och var och en ges möjlighet att yttra sig utan att bli avbruten. Det kan vara svårt för den som brukar få idéer av det någon annan säger att hålla tyst, fortsätta lyssna och vänta på sin tur. Det kan även vara jobbigt för den blyge eller för den som är ovan att tala inför andra, men metoden konsultation är personlighetsutvecklande och stärker över tid gruppens förmåga att lösa problem och utveckla idéer. Alla som deltar ska ha underkuvat varje spår av självförhävelse så att alla idéer kan delas och utvärderas i en anda av uppriktighet, tillmötesgående och öppenhet.
För att deltagarna skall ha rätt inställning till uppgiften inleds en konsultation i allmänhet med bön, och en anda av enhet och kärleksfullhet ska prägla gruppen innan konsultationen startar. Gud antas vara närvarande på samma sätt som Gud lyssnar och eventuellt hjälper under en bön. Deltagarna i konsultationen bortser sedan från personligheterna hos varandra och fokuserar på sakfrågan. En framförd idé har ingen ägare, och det står var och en fritt att komma med förbättringar, tillägg eller helt nya angreppslinjer. Lösningen tillhör gruppen, inte någon individ, och målsättningen är att de beslut som sedan fattas helhjärtat stöds av alla närvarande.
Erfarenheten visar att fungerande konsultation kan kräva lång tids övning. Vårt västerländska samhälle är så starkt individcentrerat att det ofta krävs en medveten, inövad ansträngning för att få en konsultationsgrupp att fungera effektivt. Då en grupp individer kan fås att fungera ihop på ett positivt sätt under en konsultation, är den emellertid i allmänhet mycket kreativ och lösningarna är mycket goda.